# Fiskerikontroll

Vimpel som förs av fartyg vilka utför fiskerikontroll inom Europeiska unionen

Fiskerikontroll (Fisheries Inspection) är den verksamhet som utövas av en fiskerimyndighet för att tillse att gällande lagar och regler om fiske efterföljs. Däri ingår även tillståndsprövning, granskning och inspektion av personer, företag och organ inom fiskerinäringen. Fiskerikontroll omfattar också ingripande mot eventuella överträdelser av bestämmelserna om fiske och arbete med egenkontrollprogram.

## Danmark
Fiskerikontrollen inom det danska fiskeriterritoriet utövas av den danska fiskerimyndigheten, Fiskeridirektoratet. Inom de grönländska och färöiska fiskeriterritorierna utövas fiskerikontrollen av den danska flottan, Søværnet.

## Frankrike
I Frankrike utövas fiskerikontrollen av Affaires Maritimes (det franska sjöfartsverket), Marine Nationale (den franska flottan), Douanes Françaises (den franska tullmyndigheten) och Gendarmerie Maritime (den franska sjöpolisen). 

## Irland
Ansvaret för den irländska fiskerikontrollen åvilar den irländska fiskerikontrollmyndigheten, Sea-Fisheries Protection Authority, med biträde av den irländska flottan, Naval Service.  Myndigheten bemyndigade 2011 även fiskerikontrollfartyg från Royal Navy att på irländskt fiskeriterritorium utföra fiskerikontroll av brittiska, spanska och franska fiskefartyg.

## Storbritannien

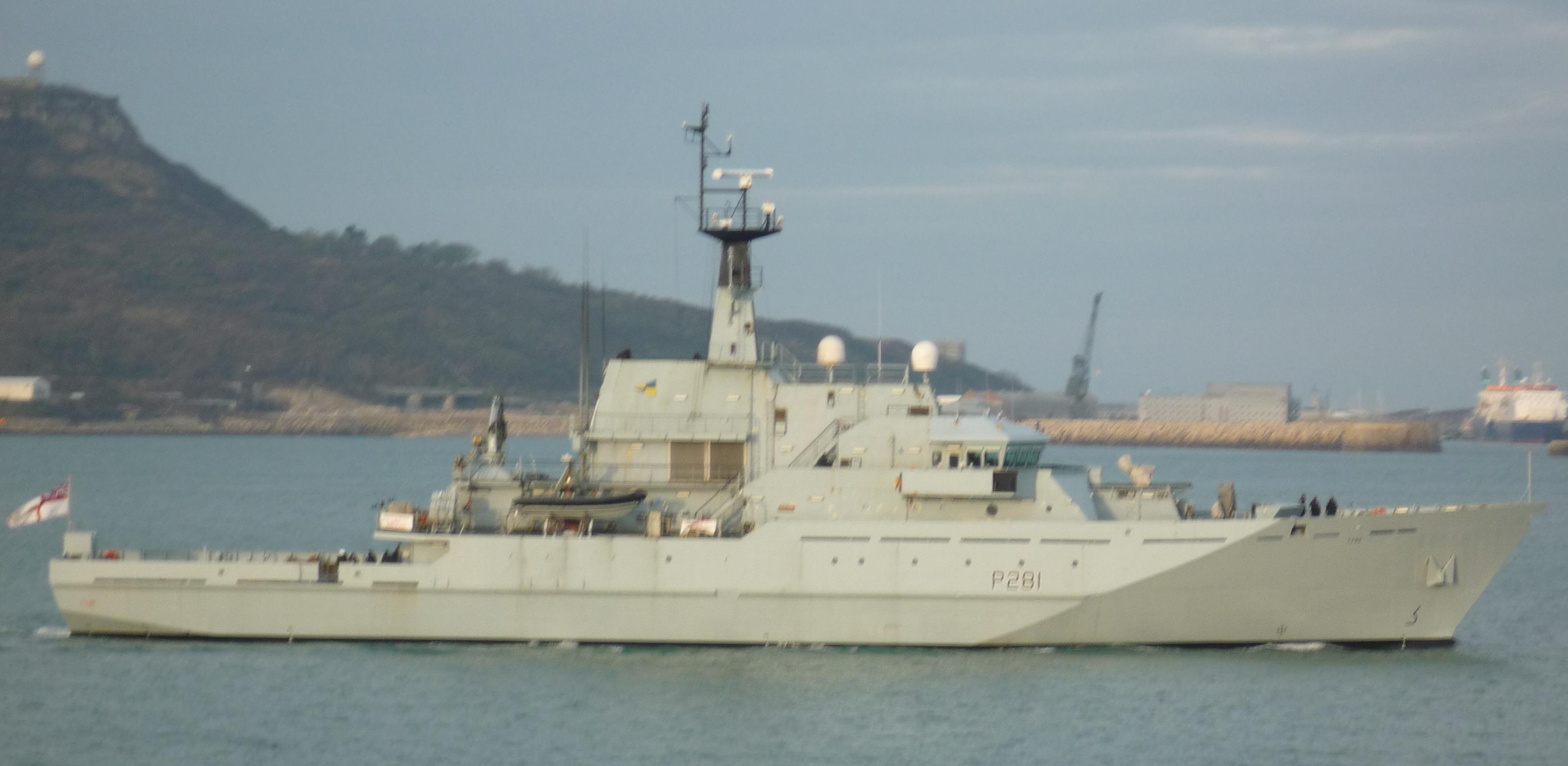
HMS Tyne är ett av Royal Navys fyra fiskerikontrollfartyg

Fiskerikontroll i Storbritannien utövas av fyra olika myndigheter: den brittiska havsmyndigheten, Marine Management Organisation (MMO); den skotska havsmyndigheten, Marine Scotland (MS); det nordirländska lantbruksdepartementet, Department of Agriculture and Rural Development (DARD); och den walesiska självstyrelsemyndigheten, Welsh Assembly Government (WAG). 
Under MMO utövas fiskerikontrollen av det engelska kustfisket av tio lokala fiskerivårdsmyndigheter, Inshore fisheries and conservation authorities (IFCAs). 
Vid fiskerikontrollen till havs biträder Royal Navy genom sin Fishery Protection Squadron (FPS). FPS består av tre högsjöpatrullfartyg inom brittiskt fiskeriterritorium och ett helikopterpatrullfartyg inom falkländskt fiskeriterritorium. 

## Sverige
I Sverige utövas fiskerikontroll av Havs- och vattenmyndigheten (fiskerikontroll), kustbevakningen (fiskeritillsyn) och länsstyrelserna (fisketillsyn).